# Црква у Соколу (Штитари)
Остаци цркве се налазе у рушевинама средњовјековне тврђаве Соко изнад села Штитара,  западно од пута Цетиње – Подгорица.
Подигнута је у вријеме владавине Стефана Црнојевића, у првој половини (четрдесетих година) XV вијека.
Храм у Соколу је имао подужни свод, са ојачавајућим луцима, ослоњеним на два пара пиластара. На средини цркве се налазе остаци двије гробнице.